# ك. فيفيان
ك. فيفيان (1790 بإنجلترا في المملكة المتحدة - ) (بالإنجليزية: C. Vivian)‏ هو لاعب كريكت بريطاني. لعب مع نادي مارليبون للكريكت ‏.